# زاي (بشتونية)
 زاي  اسم تنتهي به أعلام عدد من القبائل البشتونية والبلوشية ومنها عمر زاي وعلي زاي ويوسف زاي وزا زاي، وبعض المواضع مثل تاجه زاي [الأوردية]. ومعنى الكلمة البنون.